# Roman Pryma
Roman Andrijonowitsch Pryma (ukrainisch Роман Андрійович Прима; * 6. November 1981 in Tschernihiw, Ukrainische SSR, UdSSR) ist ein ehemaliger ukrainischer Biathlet.
Der verheiratete Sportsoldat Roman Pryma betreibt Biathlon seit 1995. Er wird von Olexandr Wortschak trainiert und gehört seit 2000 dem ukrainischen Nationalkader an. International debütierte er 1999 bei den Juniorenweltmeisterschaften in Pokljuka, wo er 67. im Sprint wurde. Besser lief es ein Jahr später bei den Junioreneuropameisterschaften in Zakopane. Im Sprint gewann er Bronze und wurde in der Verfolgung Siebter sowie Fünfter mit der Staffel. Auch die Weltmeisterschaften in Hochfilzen verliefen erfolgreicher. Hier erreichte er einen sechsten Rang im Einzel. Zu Beginn der nächsten Saison gab Pryma sein Debüt im Biathlon-Weltcup. In Hochfilzen erreichte er einen 80. Platz im Sprint. Die Junioreneuropameisterschaften in Haute-Maurienne brachten am Ende der Saison 2000/01 keine Platzierung in den Top-10-Rängen. 2001 wurde Pryma auch erstmals – und bislang zum einzigen Mal – bei Biathlon-Weltmeisterschaften eingesetzt und wurde mit der Staffel in Pokljuka Dreizehnter. Den Saisonabschluss bildeten die Juniorenweltmeisterschaften in Chanty-Mansijsk, wo er Achter im Einzel, Elfter im Sprint, Fünfter in der Verfolgung und Neunter mit der Staffel wurde.
In der Folgesaison 2001/02 wurde Pryma häufig im Weltcup eingesetzt, konnte aber noch keine Weltcuppunkte erzielen. Doch brachte die Saison mit den Olympischen Spielen 2002 in Salt Lake City einen von Prymas Karrierehöhepunkten. In Soldier Hollow wurde er 76. im Sprint und Siebter mit der Staffel. Bei den sich anschließenden Europameisterschaften in Kontiolahti gewann Pryma mit Oleksandr Bilanenko, Wjatscheslaw Derkatsch und Ruslan Lyssenko Staffelsilber hinter dem deutschen Team. 2003 konnte Pryma in Ruhpolding als 21. im Sprint erstmals Weltcuppunkte sammeln. Ein Jahr später erreichte er als 18. an gleicher Stelle wiederum im Sprint eine neue beste Platzierung. In derselben Saison schaffte er mit der Staffel als beste Platzierung einen Fünften Platz in Kontiolahti. Es sollte bis 2008 dauern, dass Pryma in Hochfilzen als Fünfter in einem Einzel erstmals unter die besten Zehn kam.
Auch sein Bruder Artem Pryma ist ein erfolgreicher Biathlet.

## Biathlon-Weltcup-Platzierungen
Die Tabelle zeigt alle Platzierungen (je nach Austragungsjahr einschließlich Olympische Spiele und Weltmeisterschaften).
- 1.–3. Platz: Anzahl der Podiumsplatzierungen
- Top 10: Anzahl der Platzierungen unter den ersten zehn (einschließlich Podium)
- Punkteränge: Anzahl der Platzierungen innerhalb der Punkteränge (einschließlich Podium und Top 10)
- Starts: Anzahl gelaufener Rennen in der jeweiligen Disziplin

| Platzierung                      | Einzel | Sprint | Verfolgung | Massenstart | Staffel | Gesamt |
| -------------------------------- | ------ | ------ | ---------- | ----------- | ------- | ------ |
| 1. Platz                         |        |        |            |             |         |        |
| 2. Platz                         |        |        |            |             |         |        |
| 3. Platz                         |        |        |            |             |         |        |
| Top 10                           | 1      |        |            |             | 11      | 12     |
| Punkteränge                      | 1      | 8      | 1          | 1           | 19      | 30     |
| Starts                           | 14     | 53     | 10         | 1           | 19      | 97     |
| Stand: nach der Saison 2009/2010 |        |        |            |             |         |        |